# Tōnen General Sekiyu

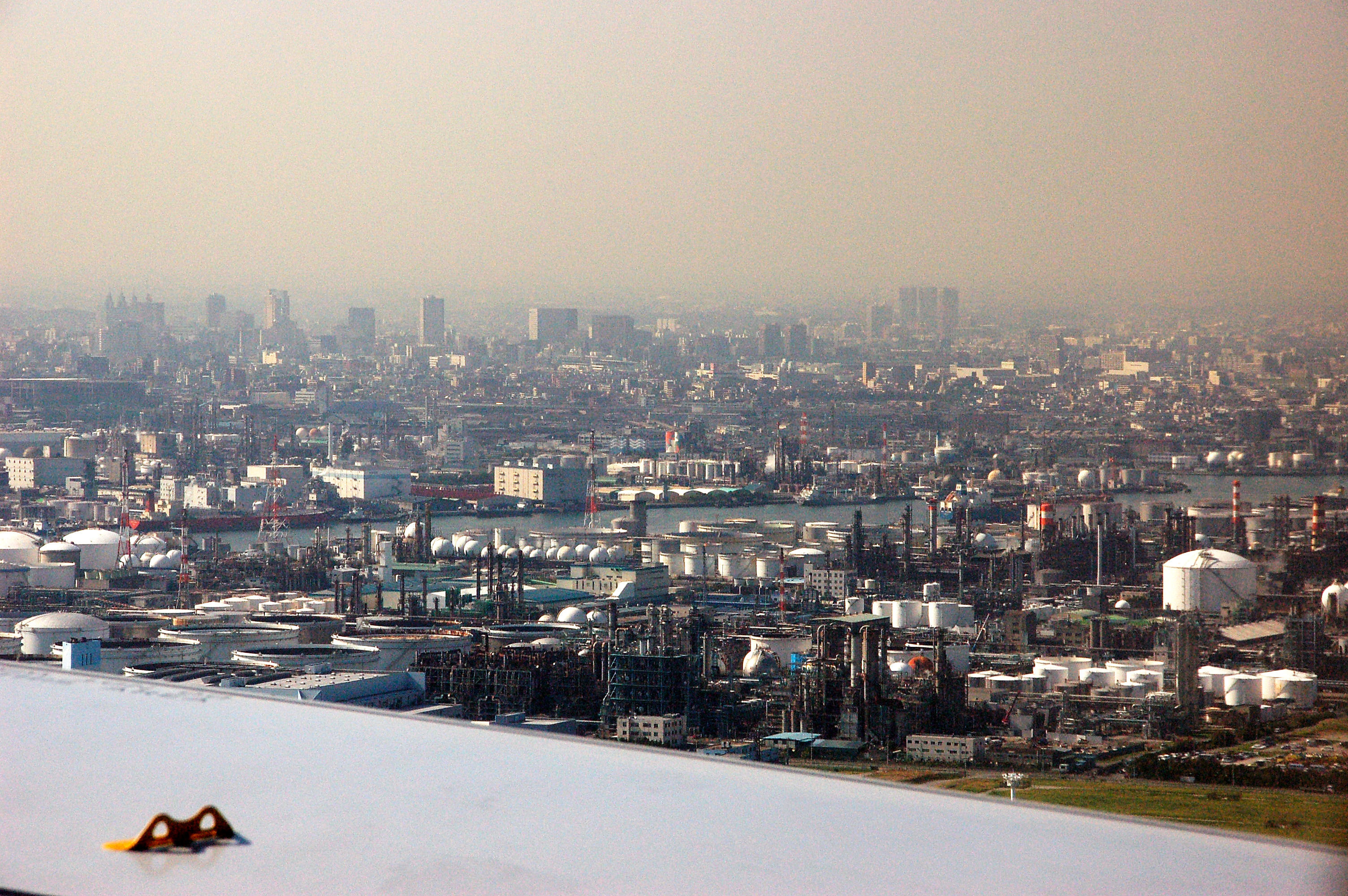
Tonen-Chemical-Werk in Kawasaki

Tōnen General Sekiyu K.K. (jap. 東燃ゼネラル石油株式会社, Tōnen Zeneraru Sekiyu Kabushiki kaisha, engl. TonenGeneral Sekiyu K.K) war ein japanisches Mineralölunternehmen. Es betrieb die Tankstellenmarken Esso, Mobil und General (ゼネラル) in Japan. Außerdem wurden über die Tonen Chemical Olefine, Aromaten und Butanon sowie über NUC Corporation Polyethylen-Harze hergestellt. Bis 2012 war TonenGeneral an Toray Tonen Specialty Separator Godo Kaisha (TKGK) beteiligt, einem Hersteller von mikroporösen Separator-Filmen für Lithium-Ionen-Batterien.
Bis 2012 war TonenGeneral als ExxonMobil Japan Group (ExxonMobil Yugen Kaisha) Teil von ExxonMobil. Seitdem besaß ExxonMobil nur noch eine Minderheitsbeteiligung von 22 %. Die ExxonMobil Japan Group entstand im Jahr 2000 durch Zusammenschluss von Esso Sekiyu, Mobil Sekiyu, Tonen, Tonen Chemical und General Sekiyu.
Das Unternehmen ging auf die 1893 gegründeten Niederlassungen von der Standard Oil Company of New York (Socony) und der Vacuum Oil in Japan zurück.:6 Im Jahr 2016 wurde eine Fusion zwischen Tōnen General und der JX Nippon Oil & Energy Corporation beschlossen, die 2017 vollendet wurde. Das fusionierte Unternehmen firmiert als JXTG Holdings.

## Raffinerien
Standorte:
- Ichihara, Chiba
- Kawasaki, Kawasaki, Kanagawa
- Sakai, Osaka
- Arida, Wakayama
- Tsurumi, Yokohama, Kanagawa (Lube Oil Blending)